# Канцероматоз мозговых оболочек
Канцероматоз мозговых оболочек — принятый в русском языке термин для обозначения поражения мозговых оболочек метастазами. Синонимы: лептоменингеальные метастазы, карциноматоз мозговых оболочек, менингеальный канцероматоз, карциноматозный менингит, неопластический менингит, лат. meningeosis neoplastica. Термином "канцероматоз" более правильно называть метастазы карциномы, тогда как в мозговые оболочки могут метастазировать опухоли и другой тканевой принадлежности, такие как саркомы, глиомы, лимфомы, меланомы; возможно поражение менингеальных оболочек раковыми клетками при лейкозах.
Меланомы и мелкоклеточные бронхиальные карциномы относятся к самым частным первичным опухолям у пациентов с метастазами мозговых оболочек.
Метастазы в мозговые оболочки развиваются в течение заболевания в 3-8% злокачественных опухолей в целом  в случае рассеивания раковых клеток в субарахноидальном пространстве. Эти раковые клетки могут свободно "плавать" в спинномозговой жидкости (неадгезивная форма) или инфильтрировать мягкие оболочки ЦНС (адгезивная форма), чаще всего в базальных цистернах, Сильвиевой борозде или в конском хвосте. У приблизительно половины пациентов наблюдаются одновременно метастазы в головном мозге, у двух третей пациентов — метастазы в других органах. Состояние впервые было описано в 1870 г.

## Симптомы
Типичны быстро прогрессирующие выпадения различных функций нервной системы, такие как парезы черепных нервов или корешковые симптомы. Для прогноза важно своевременное распознавание повышенного внутричерепного давления, нарушения глотания и нарушений функций спинного мозга.

## Диагностика
Первым диагностическим шагом для распознавания карциноматоза является МРТ головного и спинного мозга. Чувствительность методики около 70%, особенно при распознавании адгезивной формы. МРТ следует проводить до пунктирования спинномозговой жидкости, так как последняя вызывает реакцию оболочек, которая в МРТ может быть неправильно истолкована. Исследование спинномозговой жидкости может потребоваться для диагностики неадгезивной формы карциноматоза - доказательством последнего служит обнаружение опухолевых клеток в спинномозговой жидкости, что происходит только в 50% случаев при первой пункции, после трех пункций вероятность обнаружения клеток лежит около 90%.

## Лечение
В зависимости от наличия или отсутствия других метастазов, типа распределения метастазов в мозговых оболочках, формы карциноматоза (адгезивная или неадгезивная) применяется локальная (в субарахноидальном пространстве) химиотерапия и облучение. При адгезивной форме более лучшие показатели для облучения , при неадгезивной форме более эффективной показала себя локальная химиотерапия, причем внутрижелудочковое введение препарата пердпочтительнее поясничного. По окончании локального лечения или одновременно с ним применяется системная химиотерапия.

## Прогноз
Прогноз карциноматоза мозговых оболочек очень неблагоприятный. При максимальной терапии у 75% пациентов удается частичная ремиссия заболевания на несколько месяцев, у 25% пациентов наблюдаетсся дальнейшая прогрессия заболевания. Две трети больных умирают не от карциноматоза, а от системной прогрессии основного онкологического заболевания. Продолжительность жизни более одного года после постановки диагноза карциноматоза была констатирована у менее чем 15% пациентов. Пациенты с метастазированной опухолью молочной железы лучше поддаются лечению, чем пациенты с мелкоклеточной бронхиальной карциномой или злокачественной меланомой.